# 檳吉臺灣學校
馬來西亞檳吉臺灣學校，簡稱檳吉臺校，英文校名縮寫為CTSP（Chinese Taipei School Penang），前身為檳城臺灣僑校（Penang Tai Chiao School），由「英業達集團」創辦人溫世仁先生設立於1991年，為海外第一所臺灣學校。
學校成立之初尚無校舍，因此租借檳城韓江中學（今韓江學院）部分教室進行教學；1996年，遷校至檳城中路「閱書報社」；2004年，「閱書報社」業主欲收回建物成立「檳城孫中山紀念館」，於是馬來西亞臺灣商會總會長李芳信博士，籌畫以檳城州臺灣商會及吉打州臺灣商會共同接辦臺灣學校。2005年，檳城臺校在教育部輔導之下再次搬遷，保留原有的教師、學生及設備，於檳城州北赖成立「檳吉臺灣學校」，校名「檳吉」的由來，即取自「檳城州」、「吉打州」兩州州名的首字結合而成。2019年8月因馬來西亞台商數量減少、學生來源因此銳減而停辦。
　　

## 學校沿革
- 1991年：2月25日，「檳城臺灣僑校」成立，設有小學部，租借韓江中學校舍。
- 1992年：8月，成立初中部。
- 1993年：8月，成立高中部。
- 1996年：3月，遷校至檳城「閱書報社」（今「孫中山紀念館」）。
- 2004年：臺灣商會總會長李芳信博士發起籌辦「檳吉臺灣學校」。
- 2005年：8月，於北海才能園成立「檳吉臺灣學校」。
- 2009年：6月，檳吉球場落成啟用。
- 2019年：6月30日，惜別感恩活動與校史展覽[2][3][4]。
- 2019年：8月，學校退場停辦[5][6][7][8]。

## 歷任校長
- 檳城臺灣僑校時期：
  - 第一任：陳彥宗（1991.02~1993.06）
  - 第二任：呂峟萱（1993.06~1998.10）
  - 第三任：張武宏（1998.10~1999.07）、代理校長：林雪美（1999.09~2000.07）、呂峟萱（2000.08~2001.02）
  - 第四任：邵啟明（2001.02~2002.05）、代理校長：呂峟萱（2002.05~2003.02）
  - 第五任：林淑貞（2003.02~2003.07）、代理校長：林雪美（2003.08~2005.01）
  - 第六任：張武宏（2005.02~2005.07）
- 檳吉臺灣學校時期：
  - 第一任：張武宏（2005.08~2006.01）
  - 第二任：杜秀琴（2006.02~2006.07）
  - 第三任：高建民（2006.08~2009.07）
  - 第四任：張義清（2009.08~2012.06）
  - 第五任：李明威（2012.07~2014.07）
  - 第六任：池增輝（2014.08~2019.07）

## 學制與課程
- 採臺灣學制，每學年分上、下學期，每學期開學、結業式、寒暑假日期與臺灣大致相同。
- 學部分為小學部、國中部、高中部，每年級各1個班級，全校共計12班。
- 在校上課時間為週一至週五上午8:00至下午4:15放學，每日授課節數為8節。
- 為避免不同學部上、下課鐘聲干擾，全校統一每節上課45分鐘，上、下課鐘聲旋律為《橄欖樹》。
- 教科書採用臺灣書商版本，教材與臺灣同步銜接；小學部英文科採分級授課，共分為六級。
- 授課科目以華語進行教學（英文科除外）；教材採用正體中文及注音符號。
- 小學部三至六年級加授馬來文課程。

## 特色活動
- 檳吉盃語文競賽：分為「小學說故事比賽(華語/英語)」、「中學演講比賽(華語/英語)」。
- 教師教學輔導講座活動：每學年上學期舉辦，從臺灣聘請高中、國中、國小教師蒞校指導，為期一週。
- 親師生輔導研習活動：每學年上學期舉辦，從臺灣聘請大學教授、中小學輔導教師蒞校教學，為期一週。
- 登山健行活動：每學年上學期舉辦。
- 元旦升旗活動：每年元旦舉辦，邀請駐馬代表處、北馬地區臺商、僑胞與會。
- 文化教學活動：每學年下學期舉辦，由僑委會協助、從臺灣聘請民俗技藝或舞蹈等專家蒞校教學，為期三至四週。
- 臺商臺校聯合運動會：每學年下學期舉辦，由檳吉臺灣學校、檳城州臺灣商會及吉打州臺灣商會共同承辦。

## 刊物出版
- 檳吉校聲：每學年出刊2期，上學期於元旦升旗典禮出刊、下學期於畢業典禮出刊。
- 檳吉十年‧十年璀璨：十週年紀念專刊，2015年9月29日出刊。
- 檳吉心‧臺校情：退場紀念專刊，2019年6月30日出刊。

## 外部連結
- 檳吉臺校全球資訊網 （页面存档备份，存于）
- 教育部國際及兩岸教育司（原為僑民教育委員會） （页面存档备份，存于）
- 檳吉台校將於今天正式走入歷史~空拍最後的身影 （页面存档备份，存于）